# Gertrud-Rask-Land
Gertrud Rask Land è una regione desertica situata all'estremo nord della Groenlandia nella Terra di Peary all'interno del Parco nazionale della Groenlandia nordorientale. Il nome deriva da quello di Gertrud Rask, moglie Hans Egede, esploratore e missionario luterano noto per aver evangelizzato il popolo inuit della Groenlandia.
Vi si trovano alcuni dei ghiacciai più settentrionali dell'isola.